# Autobahndreieck Hockenheim
Das Autobahndreieck Hockenheim (Abkürzung: AD Hockenheim; Kurzform: Dreieck Hockenheim) liegt im Rhein-Neckar-Gebiet im nordwestlichen Baden-Württemberg. Hier geht die Bundesautobahn 61 (Ludwigshafen – Koblenz – Mönchengladbach) (Europastraße 31) von der Bundesautobahn 6 (Saarbrücken – Mannheim – Nürnberg) (Europastraße 50) ab.

## Geographie
Das Dreieck befindet sich auf dem Stadtgebiet von Hockenheim, umgeben ist es von den Städten und Gemeinden Ketsch, Reilingen, Sandhausen und Schwetzingen. 10 km westlich davon liegt eben jenseits des Oberrheins Speyer und etwa 15 km nördlich die Großstadt Mannheim. Als wichtiger Verkehrsknotenpunkt verbindet es die A 61 nach Nijmegen in den Niederlanden mit der A 6  von Prag in Tschechien nach Paris in Frankreich.
Unmittelbar südlich des Dreiecks befindet sich der Hockenheimring.
Das Autobahndreieck Hockenheim trägt auf der A 61 die Nummer 65, auf der A 6 die Nummer 30.

## Ausbauzustand
Die A 6 ist vom Dreieck nach Norden zweispurig ausgebaut, die A 61 ebenfalls. Nach Süden ist die A 6 wegen des hier größeren Verkehrsaufkommens dreispurig ausgebaut. Die Überleitungen in Richtung Süden sind zweistreifig, die in Richtung Norden sind einstreifig.
Das Dreieck ist in Y-Form angelegt.

## Verkehrsaufkommen
Das Dreieck wurde im Jahr 2015 täglich von rund 110.000 Fahrzeugen passiert.
| Von                              | Nach              | Durchschnittliche tägliche Verkehrsstärke | Durchschnittliche tägliche Verkehrsstärke | Durchschnittliche tägliche Verkehrsstärke | Anteil Schwerlastverkehr | Anteil Schwerlastverkehr | Anteil Schwerlastverkehr |
| Von                              | Nach              | 2005                                      | 2010                                      | 2015                                      | 2005                     | 2010                     | 2015                     |
| -------------------------------- | ----------------- | ----------------------------------------- | ----------------------------------------- | ----------------------------------------- | ------------------------ | ------------------------ | ------------------------ |
| AS Schwetzingen/Hockenheim (A 6) | AD Hockenheim     | 48.000                                    | 50.300                                    | 67.600                                    | 12,1 %                   | 13,1 %                   | 14,2 %                   |
| AD Hockenheim                    | AK Walldorf (A 6) | 82.100                                    | 85.800                                    | 96.100                                    | 18,5 %                   | 17,6 %                   | 16,4 %                   |
| AS Hockenheim (A 61)             | AD Hockenheim     | 48.000                                    | 51.500                                    | 57.200                                    | 19,7 %                   | 20,3 %                   | 19,9 %                   |